# Veľké Dvorníky

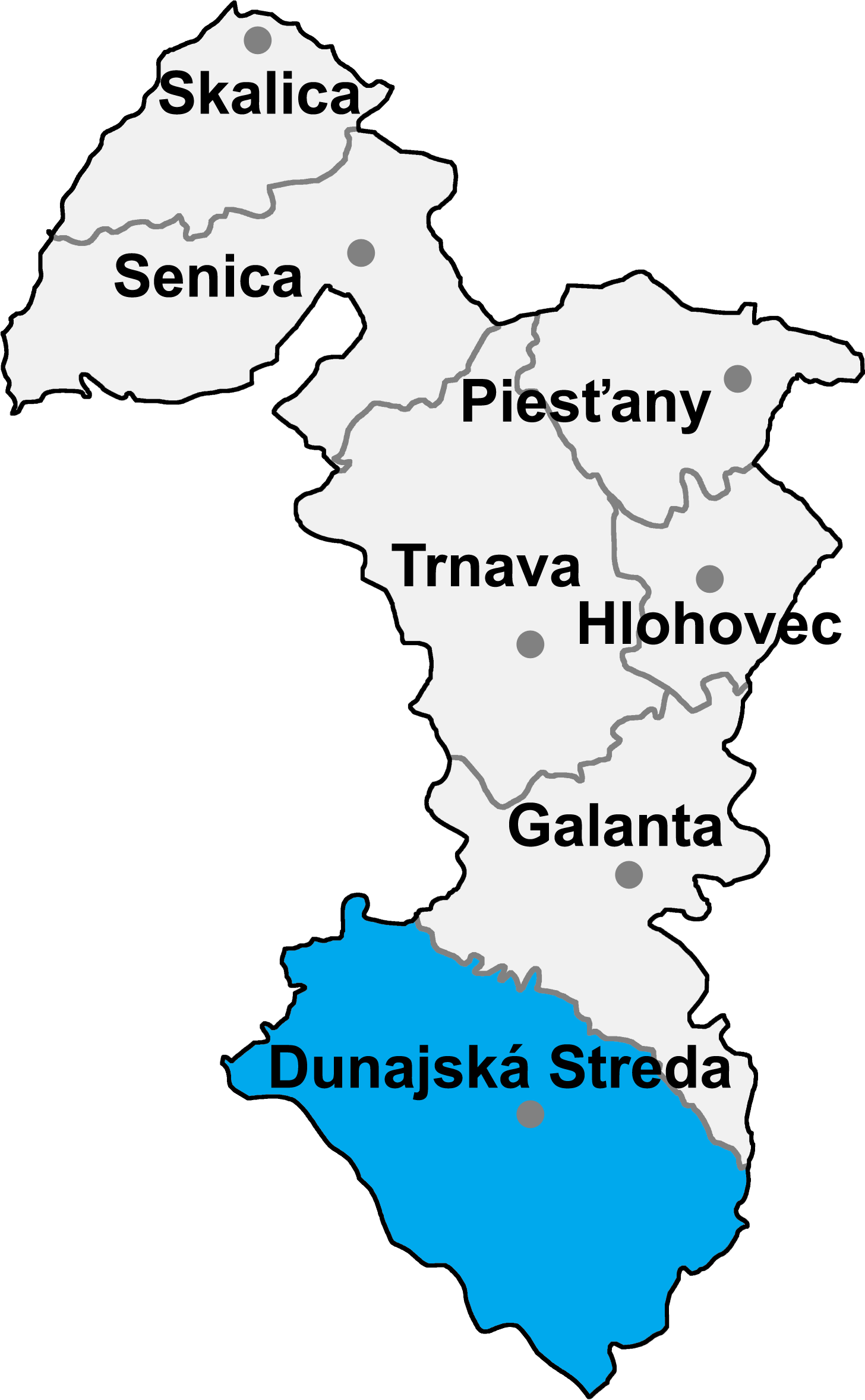
Localização de Dunajská Streda (distrito) na Trnava (região)

O Distrito eslovaco de Veľké Dvorníky  é um dos sessenta e quatro municípios que formam a Distrito de Dunajská Streda, situada em Região de Trnava, Eslováquia.

## Demografia
| Ano:        | 1994 | 2004    | 2014    | 2024    |
| ----------- | ---- | ------- | ------- | ------- |
| Broj ljudi: | 727  | 874     | 1117    | 1373    |
| Razlika:    |      | +20,22% | +27,80% | +22,91% |

| Ano:               | 2023 | 2024   |
| ------------------ | ---- | ------ |
| Número de pessoas: | 1383 | 1373   |
| Diferença:         |      | -0,72% |